# Steinkreuz von Stavanger

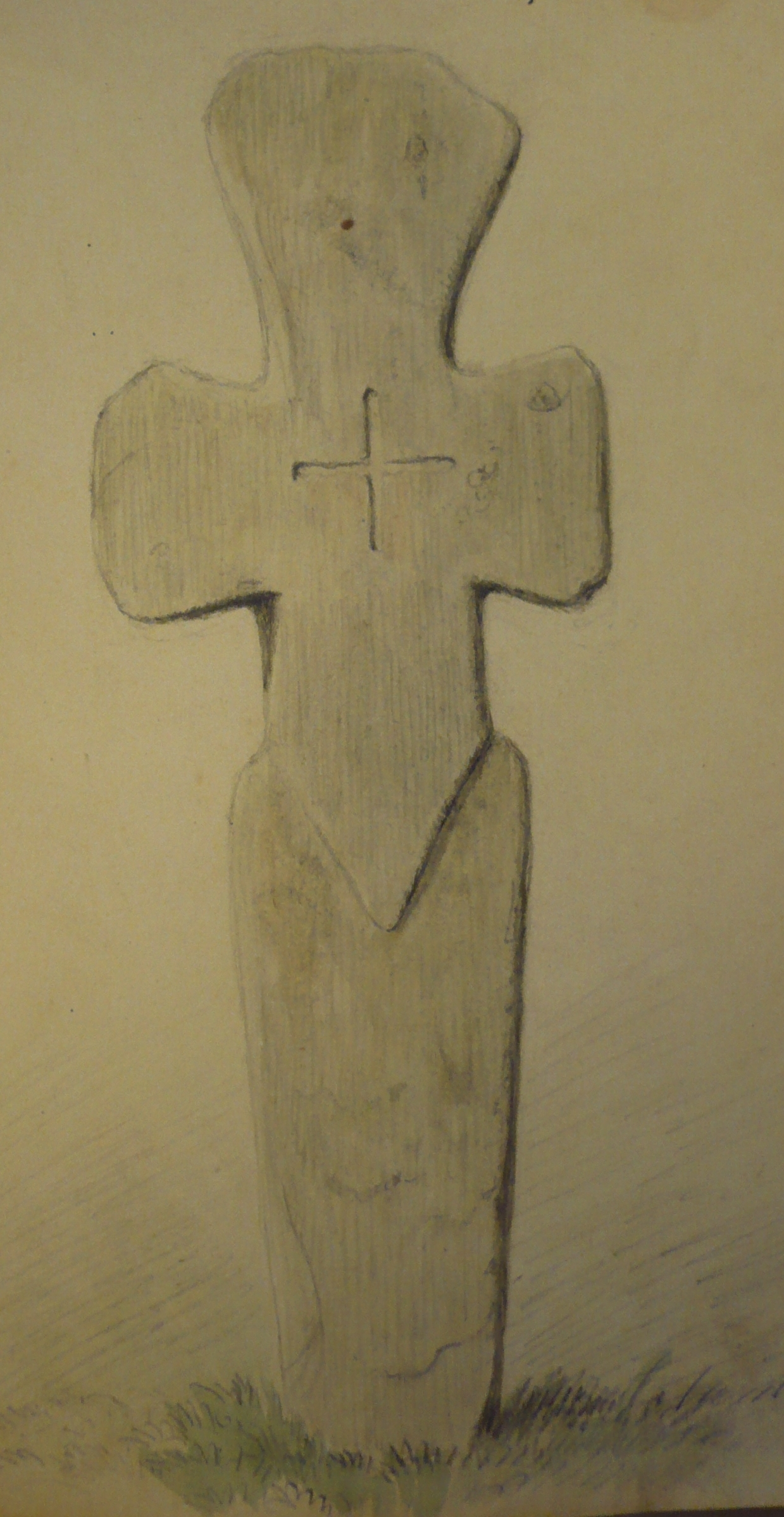
Steinkreuz von Stavanger

Das Steinkreuz von Stavanger ist ein Steinkreuz in Norwegen aus dem 11. Jahrhundert.
Der ursprüngliche Standort ist unklar. Heute steht es in der Eingangshalle des Stavanger Museums.
Das Kreuz wurde nach 1028 errichtet. Eine Runeninschrift berichtet, dass es für den lokalen Herrscher Erling Skjalgsson errichtet wurde. Dieser habe mit König Olav dem Heiligen gekämpft. Dies ist die einzige bekannte Runeninschrift in Norwegen, die Personen erwähnt, die auch in nordischen Sagas erwähnt wurden.
Inschrift
(rekonstruiert)
ALFKAIR BRISTR RAISTI STAIN ÞINA AFT ARLIK TROTIN SIN IS AIN UAS UR ARNI UILTR IS HAN BARIÞISK UIÞ OLAIF.
deutsch
Alfgeir, Priester, errichtete diesen Stein für Erling, seinen Herr, der von den Seinen verlassen und verraten wurde, als er mit Olav kämpfte
Die Form des Kreuzes hat Ähnlichkeit mit Kreuzen in Thüringen (Eisenach, Küllstedt).